# Elise Aun
Elise Aun (15 de julho de 1863 - 2 de junho de 1932) foi uma poetisa e escritora estoniana; uma das escritoras mais notáveis da Estónia do século XIX.
Elise Rosalie Aun nasceu em Pikareinu, Valgjärve (actualmente Kanepi), condado de Põlva, em 1863. Em 1882, ela formou-se na Escola de Raparigas do Condado de Räpina. Depois de se formar, ela não conseguiu encontrar um trabalho estável e fez pequenos trabalhos diferentes nas décadas de 1880 e 1890. Em 1902, ela tornou-se gerente de outlet da Agência de Literatura Popular Cristã em Tallinn. Em 1903, ela casou-se com o professor Friedrich Raup.

## Obras
- Coleção de poesia de 1888 "Kibuvitsa õied" ('Flores de Rosa Mosqueta')
- Coleção de poesia de 1890 "Laane linnuke" ('Pássaro da Floresta')
- Coleção de poesia de 1890 "Metsalilled" ('Flores da Floresta')
- Coleção de poesia de 1895 "Kibuvitsa õied II" ('Flores de Rosa Mosqueta II')
- Coleção de poesia de 1901 "Kibuvitsa õied III" ('Flores de Rosa Mosqueta III')